# Großsteingräber bei Altenhof
Die Großsteingräber bei Altenhof sind eine Gruppe von ursprünglich fünf megalithischen Grabanlagen der jungsteinzeitlichen Trichterbecherkultur bei Altenhof im Kreis Rendsburg-Eckernförde in Schleswig-Holstein. Sie tragen die Sprockhoff-Nummern 93–97. Grab 3 (Sprockhoff-Nummer 95) wurde 1963 beim Ausbau der Bundesstraße 76 zerstört und zuvor von Gottfried Schäfer archäologisch untersucht.

## Lage
Die Gräber befinden sich nordöstlich von Altenhof im Schnellmarker Holz. Grab 5 ist das westlichste. Grab 4 liegt 200 m ostsüdöstlich hiervon und Grab 1 weitere 360 m östlich. Grab 2 liegt 60 m südöstlich von Grab 1. Das zerstörte Grab 3 lag 120 m ostnordöstlich von Grab 1.
In der näheren Umgebung gibt es zahlreiche weitere Großsteingräber: 350 m nordöstlich von Grab 1 liegt das umgesetzte Großsteingrab Hohenkamp, 1,6 km südöstlich das Großsteingrab Rothenstein und 1,9 km östlich die Großsteingräber bei Behrensbrook. 2,3 km ostsüdöstlich lagen die zerstörten Großsteingräber bei Neudorf-Bornstein.

## Beschreibung

### Grab 1
Diese Anlage besitzt ein ost-westlich orientiertes rechteckiges Hünenbett mit einer Länge von 60 m, einer Breite von 6 m und einer Höhe von 1 m. Von der Umfassung sind nur noch wenige Steine erhalten. Eine Grube im Westteil des Betts markiert den Standort der zerstörten Grabkammer. Zu ihren Maßen und zum Grabtyp liegen keine Informationen vor. Aufgrund der geringen Größe der Grube könnte es sich um einen kleinen Dolmen gehandelt haben.

### Grab 2
Diese Anlage besitzt ein nordost-südwestlich orientiertes Hünenbett mit einer Länge von 38 m und einer Breite zwischen 6 m und 9 m. Sprockhoff konnte nur noch einen 1,6 m hohen, in situ stehenden Umfassungsstein an der nordwestlichen Langseite feststellen. Die Grabkammer lag im Ostteil des Hünenbetts und ist vollständig zerstört. Zu ihren Maßen und zum Grabtyp liegen keine Informationen vor.

### Grab 3
Diese zerstörte Anlage besaß ein ost-westlich orientiertes, leicht trapezförmiges Hünenbett mit einer Länge von 42 m. Zum Zeitpunkt der Grabung waren noch fünf Umfassungssteine vorhanden, von weiteren konnten Standspuren festgestellt werden. Einige der erhaltenen Umfassungssteine wiesen eine Stützpackung aus Rollsteinen auf, die etwa ein Drittel bis die Hälfte der Höhe der Steine erreichte. 12 m vom Ostende des Hünenbetts markierte eine Grube den Standort einer zerstörten Grabkammer. Die Kammer war ost-westlich orientiert und hatte einen annähernd quadratischen Grundriss. Ihre Länge betrug etwa 3 m. Es waren nur noch Reste des Kammerpflasters erhalten. Dieses bestand aus einer 0,1 m dicken Lehmschicht, in welche Steinplatten eingebettet waren. Darauf lag eine 0,1 m dicke Schicht aus gebranntem Feuerstein, der mit Holzkohle durchsetzt war. Bestattungsreste und Beigaben wurden nicht gefunden. 4,5 m vom Westende des Betts wurde am Nordrand eine Brandschicht mit einer Länge von 1 m und einer Breite von 0,6 m festgestellt.

### Grab 4
Diese Anlage besitzt ein nordwest-südöstlich orientiertes Hünenbett mit einer Länge von etwa 38 m und einer Breite von etwa 6 m. Von der Umfassung sind noch neun Steine an der nordöstlichen und vier an der südwestlichen Langseite erhalten. Zwei Gruben markieren die Standorte von zerstörten Grabkammern. Zu den Maßen und dem Typ der Kammern liegen keine Informationen vor. Aufgrund der geringen Größe der Gruben könnte es sich um kleine Dolmen gehandelt haben.

### Grab 5
Diese Anlage besitzt ein ost-westlich orientiertes Hünenbett mit einer Länge von 20 m und einer Breite von 9 m. Sprockhoff konnte nur noch einen Umfassungsstein an der Nordostecke feststellen. Eine Grabkammer ist nicht erkennbar.